# Al-Karamah Sporting Club
Al-Karamah (árabe:الكرامة‎) é um clube de futebol da cidade de Homs na Síria.[carece de fontes?]

## História
O clube foi fundado em 1928.